# Famille de Pellevé
La famille de Pellevé était une famille de la noblesse française, d'extraction chevaleresque, originaire du Calvados en Normandie. Éteinte en 1738, elle s'est illustrée avec Nicolas et Robert de Pellevé.

## Histoire
Ancienne famille de la chevalerie normande, elle prétendait descendre, dans sa légende familiale, d'un des guerriers de Clovis baptisé avec lui et se considérait comme descendante de Thomas Pellevé, seigneur de Tracy, qui accompagna le duc de Normandie Guillaume le Conquérant, dans la conquête de l'Angleterre en 1066 .
La famille prouve sa filiation avec Jean Pellevé, seigneur d'Aubigny (probablement à Cahagnes) et de Quirit (Quiry, Quéry : sans doute à Coulvain ; ces fiefs sont près de Tracy-Bocage, St-Georges et Amayé qu'ont eus les Pellevé, sans oublier Maisonscelles-Pelvey dont le nom reste associé à la famille,,), cité comme noble en 1339 et dont la descendance a formé trois branches, celles de Burris, de Flers et d'Aubigny. Saint-Simon, parlant du comte de Flers, alias Hyacinthe-Louis de Pellevé, indiquait qu'il était orné « du séditieux nom de Pellevé », évoquant ainsi les armes parlantes de la famille et son étymologie supposée.
Elle s'est éteinte dans la famille Ango de La Motte-Ango. La dernière du nom, Antoinette de Pellevé de Flers, héritière du comté de Flers, épousa le 11 juin 1717 Philippe-René Ango de La Motte-Ango, seigneur de Villebadin, d'où deux fils : Ange-Hyacinthe, comte de Flers en 1738, et Louis-Paul, seigneur de Villebadin. Elle avait hérité le comté du dernier mâle de sa famille, Hyancinthe-Louis de Pellevé, comte de Flers, baron de Larchamp, gouverneur de Meudon, mort sans postérité en avril 1736. Antoinette de Flers mourut le 5 février 1738 .

## Branches
La branche de Burris, aînée, était celle des celle des seigneurs du Saussay, devenus marquis de Burris (fief venu des L'Isle-Adam et des Crépin du Bec). Elle s'est éteinte en 1697, les trois derniers marquis sont morts au combat.
La branche de Flers, barons puis comtes de Flers, éteinte en 1738.
La branche d'Aubigny, seigneurs d'Aubigny (sans doute à Cahagnes), Quiry (Quéry à Coulvain ?), Rebetz/Rebais-en-Vexin (à Chaumont-en-Vexin), Cully, et Tourny ,, éteinte également.

## Généalogie
Louis Moréri, après avoir évoqué un Guillaume de Pellevé compagnon de Guillaume le Conquérant, ne débute réellement la généalogie des Pellevé qu'avec Thomas (Ier), alors que le Père Anselme (cf. les sites indexés) la fait commencer dès Pierre (Ier), sergent d'armes dans la 1re moitié du XIVe siècle, père de → Jean (Ier), sergent d'armes, sire d'Aubigny et de Quiry (le père et le fils étant présents en 1339 à une montre d' Étienne Galois de La Baume, maître des Arbalétriers), père de → Pierre (II), seigneur aussi de Tracy, qui épouse peut-être Jeanne de Marigny de Lamberville, d'où → Thomas (Ier), † vers 1466, sire aussi d'Amayé et de La Haye-Belouze (à Agneaux, dans la banlieue ouest de St-Lô), vicomte du Cotentin/de Valognes et vicomte de Caen pour les Anglais (fl. 1438, 1449) puis rallié aux rois Valois Charles VII et Louis XI (hommages en 1450 et 1463), x 1430 Guillemette d'Octeville (-l'Avenel semble-t-il, plutôt qu'Octeville), dame de Cully au bailliage de Caen (certainement Cully, la famille possédant aussi Anisy, tout proche), dont : → - Jacques, fl. 1466, chanoine de Bayeux et de Coutances ; - Robert, sire d'Aubigny et de Cully, auteur de la 1re branche aînée ; - Thomas (II), sire d'Amayé, auteur de la 2e branche aînée dite de Tourny et de Burris ; - Jean (II), sire de Tracy, souche de la branche cadette dite de Flers ; - autre Jean dit le Jeune, chanoine de Bayeux ; - Isabelle, x Guillaume de Dampierre de Biville.
- Robert de Pellevé, sire d'Aubigny (probablement à Cahagnes), Cully, La Haye-Bel(l)ouze, qui semble maître des requêtes à l'Echiqier de Normandie, fl. 1477 et/ou 1490, x Anne Dauvet qu'on dit fille de Jean II Dauvet, Premier président du Parlement de Paris (elle serait alors la grand-tante de Charlotte Dauvet, la mère de Sully), père de → Jacques, sire d'Aubigny, aussi seigneur héréditaire de la sergenterie de Torigni, x Avoye, fille du vice-amiral de France René de Clermont-Gallerande et de Perrette d'Estouteville, d'où → - Louis, sire d'Aubigny, † 1539 sans postérité ; - Guillemette, x vers 1530 Adrien du Parc de Bernières-le-Patry ; et l'aîné, - Guillaume, sire de Cully, capitaine des côtes de Normandie (cf. vice-amiral) sous l'autorité de l'amiral de Coligny en 1552, x Marguerite fille de Georges de Clère, dont : → - Olivier de Cully, sans alliance ; - Charles d'Aubigny, chanoine de Bayeux ; - et 4 filles.
- Thomas II de Pellevé, sire d'Amayé (-sur-Seulles), puis d'Octeville (-l'Avenel ?), d'Amonville et de Cully, † vers 1507, x 1452 Marie fille de Jean Malherbe : → leur fils Charles Ier dit Malherbe, † 1547, est l'héritier en 1506 de son oncle maternel Robert (de) Malherbe pour Jouy-en-Thelle, Liancourt, Rebetz et la Tour au Bègue/la Tour de Chaumont, Lattainville (désormais, les principaux domaines de cette branche gravitent autour de Gisors, en Vexin). Robert Malherbe, prévôt de l'Hôtel et capitaine de 50 hommes d'armes, avait épousé sans postérité Jeanne de Fay, tante d'Hélène de Fay de Richecourt de Château-Rouge, † vers 1568, que Charles Malherbe de Pellevé maria en 1507, d'où, parmi leurs 13 enfants : → - Jean (II) d'Amayé, Hauteville en Valognes (Hautteville ?), Lattainville et Jouy, † 1558, x Renée Bouvery (d'où, parmi leur 4 enfants : Pierre (III), † 1568 ; Françoise, x 1569 Jean de Pisseleu d'Heilly, neveu de la duchesse d'Étampes) ; - l'évêque Robert (1512-1579) ; - le cardinal archevêque Nicolas (1518-1594) ; - Gilles de Rebetz (à Chaumont), † 1567 à la bataille de St-Denis aux côtés du connétable de Montmorency, x Geneviève, fille de Claude de Montmorency-Fosseux et d'Anne d'Aumont (Postérité : Philippe, abbé de St-Paul de Verdun ; Françoise, x 1° Guillaume Turpin d'Assigny : Postérité ; et Roberte de Pellevé, x Antoine/Jean Morelet du Museau de Pra(s)ville : Postérité[12], dont Charlotte Morelet, femme de Philippe de Miée et mère de Geneviève de Miée, l'épouse de Philippe de Béthune d'Orval vicomte de Meaux, petit-fils de Sully, † 1682) ; et - Charles II, sire de/du Saussay (à Porcheux), Fragilieu (entre Porcheux et Pommereux à Boutencourt) et de la Tour de Chaumont, bailli du Vermandois en 1570, † 1599, x 1558 Françoise, fille de Jacques d'Assy et dame de Tourny, † 1590, dont, parmi leurs 10 enfants :
  - - Anne de Pellevé, x 1° 1581 François Auber d'Aubeuf en Caux, de Vertot et d'Auberville, et 2° Robert de Monchy de Caveron : Postérité des deux unions ; - Catherine, abbesse du Moncel ; - Charlotte, abbesse de St-Paul-lès-Beauvais ; - Renée, abbesse du Paraclet près Amiens ; et - Jacques (1575-1610), baron de Tourny et de Boury, x 1596 Elisabeth du Bec-Crespin dame de Boury/Burris et Vaudancourt, d'où, parmi leurs 10 enfants :
    - - Jean (III), baron de Tourny et de Boury, † 1635 sans alliance ; - Georges, marquis de Boury et baron de Tourny, chevalier de Malte, † août 1645 à Nordlingen ; - Marie (1602-1674), x 1623 Joachim de L'Isle-Adam sire de Puiseux et Courdimanche, marquis d'Andrésy, † 1667 : Postérité ; - et Louis (1607- septembre 1645), marquis de Boury et baron de Tourny après ses frères, comte de la Tour de Chaumont, sire de Fragilieu, du Saussay, de Vaudancourt et de la forêt de Thelle, † 6 semaines après son frère Georges de ses blessures reçues à Nordlingen, x Claude fille de Pierre Poncher, dont : 
      - Emmanuel de Pellevé (1638-† juin 1672 au passage du Rhin), marquis de Boury et baron de Tourny, etc., x Anne, fille de Pierre Le Goux de La Berchère, Premier président des Parlements de Bourgogne puis du Dauphiné, et sœur de Charles : parents de → Denis de Pellevé, marquis de Burris, etc., † avril 1697 à Carthagène des Indes (dès 1682, sa mère Anne Le Goux avait dû vendre Boury).
- Jean II de Pellevé, sire de Tracy, x Françoise du Bois de l'Espinay (des seigneurs de Pirou) : parents de → Richard de Tracy, qui sert Louis XI et Charles VIII, et épouse Louise du Gripel de La Landelle, dont → Henry, baron de Flers par son mariage avec Jeanne de Grosparmy, père de → Nicolas, comte de Flers, vicomte de Condé-sur-Noireau par son mariage en 1593 avec Isabelle, fille de Louis VI de Rohan-Guéméné : par cette alliance prestigieuse, les Pellevé de Flers descendent non seulement des Rohan, mais des rois de Navarre et des Capétiens (Jean Ier de Rohan ayant épousé en 1377 Jeanne de Navarre, arrière-petite-fille de Philippe le Bel) ; il est dit aussi que l'alliance Rohan leur a apporté Vassy et Tracy : s'il s'agit bien de Vassy et de Tracy, ce doit être pour Tracy une seigneurie en partie (co-seigneurie ou paréage), car les Pellevé sont comme on l'a vu seigneurs de Tracy depuis bien avant. D'où :  
  - - Louis Ier de Pellevé, comte de Flers, etc., sans postérité ; et - Pierre (III), comte de Flers, baron de Tracy, etc., x Henriette, fille d'Henri de Refuge de Balou : parents de :  
    - - Louis II, comte de Flers, sans alliance ; et - Antoine, comte de Flers, x 1665 Marie Fauvel de Crux, dame de Larchant et La Lande-Patry, dont :
      - - Françoise, abbesse de N-D des Anges[13] de Coutances en 1713-1721 ; - Louise, abbesse des Anges après sa sœur ; - et Louis III, comte de Flers, vicomte de Condé, baron de Tracy et de Larchamp, † 1722, x Madeleine-Angélique-Françoise, fille d'Hyacinthe de Gaureaul du Mont gouverneur des châteaux, parcs, bois et buissons de Meudon, Chaville, Clamart, Viroflay pour le Grand Dauphin, d'où :
        - - Hyacinthe-Louis de Pellevé, comte de Flers, etc., gouverneur du domaine de Meudon, † 1736 sans postérité de sa femme Angélique fille d'Antoine de La Chaise d'Aix (de la famille du père Lachaise), épousée en 1724 ; l'héritage passe à sa sœur - Jordane-Antoinette de Pellevé, † 1738, x 1717 Philippe-René Ango de La Motte-Ango.

## Personnalités
- Nicolas de Pellevé, cardinal archevêque de Sens puis de Reims ;
- Robert de Pellevé, évêque de Pamiers.

## Possessions
- Marquisat de Burris
- Comté de Flers
- Baronnie de Larchamp
- Seigneurie de Tracy

## Armes
| Image | Armoiries de la famille |
| ----- | --- |
|       | Famille de Pellevé De gueules, à une tête humaine d'argent le poil levé d'or., |
|       | Les frères Robert de Pellevé (évêque de Pamiers 1557-1579) et Nicolas de Pellevé (évêque d'Amiens, puis archevêque de Sens, cardinal, archevêque-duc de Reims (1592) et pair de France), fils de Hélène de Faÿ, & Charles de Pellevé, seigneur de Jouy Écartelées : aux 1 et 4, de Pellevé ; aux 2 et 3, d'argent semé de fleurs-de-lis de sable (Fay),. |
|       | Philippe de Pellevé, seigneur de Rebetz, abbé de Saint-Paul de Verdun (1633) Écartelé : au 1, d'or, à la croix de gueules, cantonnée de seize alérions d'azur (de Montmorency), au 2, d'hermine, à la bordure de gueules chargée de huit fers-à-cheval d'or posés en orle (de Ferrières), au 3, d'argent semé de fleurs-de-lis de sable (Fay), au 4, d'argent, au chevron de gueules, acc. de sept merlettes du même, 4 en chef, 3 en pointe (d'Aumont) ; sur le tout, de gueules à une tête humaine d'argent au poil levé d'or (Pellevé). |

## Alliances
Les alliances de la famille de Pellevé sont : Montmorency, Rohan-Guéméné, Harcourt, Grosparmy de Flers, Pisseleu de Heilly, de L'Isle-Adam, Poncher, du Mont, de Refuge, etc.

## Pour approfondir